# 島津久竹 (日置家)
島津 久竹（しまづ ひさたけ）は、薩摩国薩摩藩家老日置島津家第6代。

## 家系
日置島津家は、島津宗家15代当主島津貴久の三男島津歳久に始まり、2代常久以降に薩摩国日置（現・鹿児島県日置市日吉町日置）を領した。明治33年（1900年）に島津久明が男爵に叙され華族となった。

## 略歴
正保4年（1647年）4月7日、薩摩藩藩主島津光久の弟桂忠知（島津忠朝）の長男として鹿児島城下に生まれる。母は仁礼頼充の娘。
万治3年（1659年）12月22日、父忠朝（忠知）が兄光久の命で日置島津久慶の遺跡を相続したため日置島津家の嫡男となる。寛文3年（1663年）霊元天皇即位式の祝賀使として上京した。
延宝3年（1675年）8月、父忠朝死去により日置島津家の家督を相続した。延宝8年（1680年）知行地の東郷と旧領日置の知行替を藩に願い出て許された。
延宝8年（1680年）藩主光久の命で、徳川綱吉将軍就任の祝賀使として江戸に下る。
正徳2年（1712年）6月9日、隠居して家督を嫡男久健に譲る。
正徳3年（1713年）弟久近に分家板鼻家を、次男久辰に赤山家を創設させた。この赤山家から、江戸時代後期に赤山靭負が出る。正徳4年（1714年）三男久英が分家山岡家を創設。
享保元年（1716年）9月21日死去。